# Domanin (województwo lubelskie)
Domanin – dawna, nieistniejąca wieś w Polsce, w województwie lubelskim, w powiecie radzyńskim.

## Historia
Wieś historycznie położona w powiecie łukowskim parafii początkowo Łuków, a następnie Ulan.
Najstarsze zapiski dotyczące wsi pochodzą z 1416 roku. Dziedzicem wsi był wówczas Mikołaj. Dwa lata później we wsi było pięcioro szlachty bez kmieci. Mikołaj pozostawał głową jednej z rodzin. W początkach XVI wieku w działach był Włodek z Domanin alias z Wyczółek (Mazowsze lub województwo brzesko-litewskie). W roku 1508 granice wsi przebiegają z Domaninem-Rzymami. Dziedziczką była Anna żona Marcina Sówki, a obok niej Maciej, Andrzej, Stanisław, Jakub, Wawrzyniec, Jan Zaleski, Jan Złemięso, Stanisław, Leonard, Janusz, Andrzej Gołąbkowie, Stanisław, Jan, Michał Mroczkowice.

Wieś rozpadła się następnie na niżej wymienione osady:
Domanin-Borkaty, Domanin-Gąsiory, Domanin-Kępki, Domanin-Rzymy, Domanin-Żyłki
Z zaścianków tych do czasów współczesnych przetrwały wsie Rzymy-Rzymki, Gąsiory, Kępki i Żyłki.